# 伊萬寧齊
49°27′24″N 27°31′10″E / 49.45667°N 27.51944°E
伊萬寧齊（羅馬化：Ivanyntsi）是位於烏克蘭西部的村莊，由赫梅利尼茨基州裡赫梅利尼茨基區的萊蒂奇夫市鎮負責管轄。該村面積1.1平方公里，海拔高度302米，2001年人口246，人口密度每平方公里224.3人。